# 寺尾宏明
寺尾 宏明（てらお ひろあき、1951年8月13日 - ）は、日本の数学者。北海道大学名誉教授。専門は超平面配置の理論。ピーター・オーリック、ルイ・ソロモンと共に超平面配置の理論の研究の第一人者として知られる。理学博士（京都大学、1981年）。2010年度日本数学会代数学賞受賞者。

## 来歴・人物
東京都大田区に生まれる。麻布中学校・高等学校を経て、東京大学理学部を卒業。大学4年次にクイズ番組『クイズグランプリ』に出場した際には、チャンピオンとしてヨーロッパ旅行を獲得した。学部での指導教官であった飯高茂から紹介を受け、修士で齋藤恭司に師事する。同氏からの影響により、超平面配置の理論に関する研究を始める。1981年の論文で、超平面配置が自由であるときに、ポアンカレ多項式がその配置の指数を用いた形で1次式に分解することを示した（寺尾の分解定理）。1982年に渡米し、ウィスコンシン大学マディソン校で教鞭を取る。1983年に提出された「超平面配置の自由性は、交叉半順序集合の構造によって決定するか？」という問題は寺尾予想と呼ばれ、現在まで未解決である。1996年に帰国し、東京都立大学教授、北海道大学教授、北海道大学副学長を経て、現在は北海道大学名誉教授。政治家の寺尾豊は祖父。翻訳家の寺尾次郎は弟。元NHKアナウンサーの広瀬久美子は従姉。

## 略歴[4]
- 1974年 - 東京大学理学部卒業。
- 1976年 - 東京大学大学院理学系研究科数学専攻修士課程修了
- 1977年
  - 東京大学大学院理学系研究科数学専攻博士課程退学
  - 国際基督教大学助手
- 1979年 - 国際基督教大学講師
- 1981年
  - 京都大学より理学博士号
  - 国際基督教大学助教授
- 1982年 - ウィスコンシン大学招聘助教授
- 1985年 - 国際基督教大学准教授（1991年まで）
- 1987年 - オハイオ州立大学招聘准教授（1988年まで）
- 1990年 - ウィスコンシン大学准教授
- 1992年 - ミッタクレフラー研究所（英語版）客員研究員
- 1993年 - ウィスコンシン大学教授（1999年まで）
- 1995年 - マックスプランク研究所客員研究員
- 1996年 - 北海道大学教授（1998年まで）
- 1998年 - 東京都立大学教授（2006年まで）
- 2004年 - 米国・数理科学研究所 (MSRI)（英語版）研究教授。
- 2006年 - 北海道大学教授（2015年まで）
- 2010年
  - 日本数学会代数学賞受賞。
  - 日本学術振興会学術システム研究センター専門研究員（2011年まで）
- 2011年
  - 北海道大学理学院長
  - 日本学術振興会学術システム研究センター主任研究員（2013年まで）
- 2013年 - 北海道大学理学部長、理学研究院長（2015年まで）
- 2015年
  - 北海道大学特任教授（2017年まで）
  - 北海道大学副学長（2017年まで）
- 2017年 - 北海道大学名誉教授

## 著書
- Peter Orlik, Hiroaki Terao (1992). Arrangements of Hyperplanes. Grundlehren der mathmetischen Wissenschaften 300, Springer-Verlag, Berlin-Heidelberg-New York. ISBN 978-3540552598
- 今井淳、寺尾宏明、中村博昭『不変量と対称性―現代数学のこころ』筑摩書房、2013年。ISBN 4480095217。
- 小林正典、寺尾宏明『線形代数・講義と演習』培風館、2007年。ISBN 9784563004873。